# 오카자키 지로
오카자키 지로(일본어: 岡崎 次郎: 1904년 6월 29일 - ?? )는 일본의 마르크스주의 경제학자다. 
홋카이도 에사시 출신. 제1고등학교를 거쳐 1927년 동경제국대학 문학부, 1929년 동 경제학부를 졸업. 전후 1950년부터 큐슈대학 교양부 교수, 호세이대학 경제학부 교수를 역임했다. 1968년 호세이대 교수직을 사임하고 저술에 전념했다.
전후 일본 마르크스 경제학계의 대부였던 사키사카 이츠로가 번역했다고 알려진 이와나미판 『자본론』을 하도급받아 번역한 실제 번역자다. 명의만 사키사카였을 뿐, 거의 관여하지 않아서 실질적으로 오카자기의 번역이다.
1983년 『마르크스에 기댄 60년: 자조생애기』라는 자서전을 출판해서 사키사카를 비판했다. 친구 지인들에게 책을 돌리는 책모임을 겸해 이별모임을 가진 오카자키는 서쪽으로 가겠다는 말만 남기고 이듬해 1984년 6월 6일, 모든 가재도구를 정리하고 아내와 함께 가출했다. 부부의 발걸음은 시나가와의 호텔에 투숙한 것을 시작으로 이즈반도의 오오히토온천・하마마츠・경도・오카야마・하기・히로시마까지 신용카드 사용기록을 남겼다. 그리고 그해 9월 30일 오사카의 한 호텔에 투숙한 것을 끝으로 생활반응이 끊겨, 현재까지도 생사 불명이다.